# بییبیکو
بییبیکو (به اسپانیایی: Villovieco) یک شهرستان در اسپانیا است که در استان پالنسیا واقع شده‌است.

## خصوصیات
بییبیکو ۲۳ کیلومترمربع مساحت و ۱۰۸ نفر جمعیت دارد.